# Quilpie, Queensland
Quilpie este o localitate în statul Queensland, Australia.